# 高須みほ
高須 みほ（たかす みほ、1989年9月16日-）は岐阜県多治見市出身のモデル、イベントコンパニオン、タレント。セントラルジャパン所属。

## 経歴
- 東京オートサロン2011　アルパイン コンパニオン
- 大阪オートメッセ2011　アルパイン コンパニオン
- JR東海　スチール写真
- 愛知トヨタ自動車　スチール写真
- メガネ赤札堂 CM

など

## テレビ
- オーシャンズTV（東海テレビ、プロフットサルクラブの名古屋オーシャンズを題材にした番組）
- ジオラマとりっぷ（2013年10月、テレビ愛知）

## 人物
- 岐阜県立多治見北高等学校、南山大学人文学部人類文化学科卒業。
- 中学校、高校では軟式テニス部に所属。
- ３人兄妹の末っ子。
- 運動は大好きだが、フットサルを題材にした番組に出演しているにもかかわらず、フットサルは未経験。
- オフィシャルブログはない。ブログをやらない理由は「ブログを更新しない日が長く続いてしまったら読者のみなさんに失礼じゃないですか」とのこと。
- 本人曰く「私冷え性なのでエアコンが効いている部屋が大の苦手なんです。真夏の暑い日でもパンストは手放せませんね」。
- ファンからのプレゼントで一番うれしい物がパンスト、タイツ、靴下とのこと。「足の指がとても長いので、すぐ穴が開いてしまうんですよ」。